# Епитасиоландия
Епитасиоландия (на португалски: Epitaciolândia) е град – община в югоизточната част на бразилския щат Акри. Населението ѝ към 2010 г. е 15 126 души, а територията ѝ е 1659 km2. Общината е част от икономико-статистическия микрорегион Бразилея, мезорегион Вали до Акри.

## История
Селището се намира в земите на бивша каучукова плантация „Бела Флор“, на десния бряг на река Акри. През 1992 г., след отделянето му от Бразилея, придобива статут на община, като двата града са разделени от реката. Градската зона на Епитасиоландия е в съседство с град Кобиха, в департамент Пандо в Боливия. Тези три града заедно са дом на близо 50 000 жители; от тях Бразилея и Епитасиоландия образуват третия градски конгломерат в щата Акри.
Името Епитасиоландия произлиза от словосъчетанието Epitácio + Lândia, в чест на президента на републиката, Епитасио Песоа. По това време местността става село Епитасио Песоа (Vila Epitácio Pessoa). Вече към 1958 г. селцето прераства в селище, с магазини, църкви и училища. По-късно се установяват редица институции — Подпредставителство (Subdelegacia), Кметско наместничество (Subprefeitura), 4-ти специален граничен батальон и фискален данъчен надзор на границата. С това селото изпълнява условията за да стане град (община).
На 13 април 1992 г. се провежда референдум относно създаването на общината, на което населението се изказва чрез пряко и тайно гласуване. 95% от гласовете са „Да“ в полза на административната и политическата му еманципация. Епитасиоландия става община на основание на Закон 1.026/92, от 28 април 1992 г.

## География
Населението към 2010 е 15 126 души, а територията е 1659 km² (8,1 д./km²). Граничи на север с община Шапури, на юг и изток с Боливия и на запад с община Бразилея

## Икономика
Стопанската дейност се основава на търговията и животновъдството. В града има няколко хотела и служи като отправна точка за бразилците от Рио Бранко, които пазаруват в свободната зона на град Кобиха.
В действителност икономиките на трите населени места се допълват. Епитасиоландия се откроява със своите 3 супермаркета и най-голямата банка в региона (Banco do Brasil). Жителите му получават в Бразилея пощенски и здравни услуги, както и висше образование при Федералния университет в Акри (UFAC). Кобиха се отличава като важен търговски център в свободната зона и с университет.

## Въоръжени сили
В Епитасиоландия се намира щабът на 2-ра пехотна бригада за джунглата, гранична войскова част към 4-ти пехотен батальон за джунглата, в Риу Бранку-AC.